# Maricá Futebol Clube
L'Maricá Futebol Clube, noto anche semplicemente come Maricá, è una società calcistica brasiliana con sede nella città di Maricá, nello stato di Rio de Janeiro.

## Storia
Il club è stato fondato il 27 febbraio 2003 ma ha gareggiato solo nelle competizioni ufficiali, nel 2018, quando ha ereditato il posto da Clube de Futebol Rio de Janeiro. ottenendo diversi accessi nel calcio di Rio de Janeiro. ottenendo diversi successi nel calcio di Rio de Janeiro e prendendo parte anche alla Copa do Brasil , cadendo nella prima fase. e fino al 2024, vivi quest'anno magico con la Carioca A2 e di conseguenza garantisciti la prima divisione 2025 oltre alla Copa Rio.

## Palmarès

### Competizioni statali
- Campeonato Carioca Série A2: 1

2024
- Copa Rio: 1

2024